# Богорія (Сандомирський повіт)
Богорія (пол. Bogoria) — село в Польщі, у гміні Лонюв Сандомирського повіту Свентокшиського воєводства.
Населення — 265 осіб (2011).
У 1975-1998 роках село належало до Тарнобжезького воєводства.

## Демографія
Демографічна структура на день 31 березня 2011 року:
|          | Загалом | Допрацездатний вік | Працездатний вік | Постпрацездатний вік |
| -------- | ------- | ------------------ | ---------------- | -------------------- |
| Чоловіки | 140     | 33                 | 88               | 19                   |
| Жінки    | 125     | 26                 | 67               | 32                   |
| Разом    | 265     | 59                 | 155              | 51                   |